# King Kong Kunstkabinett
King Kong Kunstkabinett ist eine Künstlergruppe, die 1977 in München und Frankfurt von den Malern Walter Amann (* 1942), Wolfgang Schikora (* 1945) und Ulrich Zierold (* 1946) gegründet wurde und bis heute in dieser Form fortbesteht.

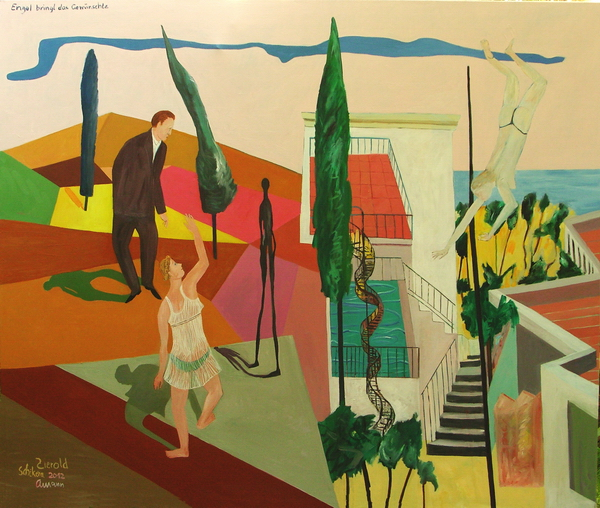
King Kong Kunstkabinett: Engel bringt das Gewünschte, 2012, Öl auf Leinwand, 160 × 190 cm

## Geschichte
Amann, Schikora und Zierold lernten sich 1968 während des Studiums an der Akademie der Bildenden Künste München kennen. Seit 1977 arbeiten sie im King Kong Kunstkabinett München/Frankfurt zusammen. Anregung für die Gruppenbildung war der wahlverwandte Brückenschlag hin zu der „expressiven“ Tradition der Münchner Künstlergruppen SPUR (1957–1965), WIR (1959–1965), GEFLECHT (1965–1968) und – damals aktuell – Kollektiv Herzogstraße (1975–1982) sowie die freundschaftliche Nähe zu der zeitgleich gegründeten Malgruppe WeibsBilder (1977–1988).
Besonderheit der Gruppe bleibt das Festhalten über viele Jahre an „kollektiver Malerei“. Einzelarbeiten der Gruppenmitglieder gibt es nicht. Da Amann und Schikora in München leben, Zierold aber in Frankfurt, werden die Werke zur Bearbeitung zwischen den Städten hin- und hergeschickt. Es entstehen außerdem Klein- und Kleinstskulpturen sowie druckgrafische Arbeiten. 
Die Malerei wurde von Anfang an mit filmischen Experimenten, den so genannten Kunstfilmen, begleitet. Für Publikationen entstehen außerdem immer wieder Lesebilder, mit Texten kommentierte Grafiken.

## Ausstellungen (Auswahl)
King Kong Kunstkabinett hat seine Arbeiten auf zahlreichen Gruppenausstellungen in Deutschland und Österreich gezeigt.
- 2025 Farbsingen in dunklen Zeiten. Kollektiv Herzogstrasse, Weibsbilder und King Kong Kunstkabinett im Chor, SanDepot, Aichach[6].
- 2023 Overscreened, BOA-Galerie, München
- 2022 zwei Künstlergruppen im Kunstpavillon, München (B),(K)
- 2019 40 Jahre King Kong Kunstkabinett, Galerie der Künstler, München
- 2015 Melange II, Künstlerhaus Wien, Wien
- 2015 viel passiert II, artothek Frankfurt
- 2013 Viel passiert, Hans-Reiffenstuel-Haus, Pfarrkirchen (K 0 Katalog)
- 2012  Übersicht, Galerie Anais, München
- 2009 Galerie Paul Bovée, Delèmont, CH
- 2007 Die ersten 30 Jahre, Kallmannmuseum, Ismaning (K)
- 2007 Miralago, Artothek, München
- 2006 Wunderkammer, Galerie Apex, Göttingen
- 2001 Du und Deine Welt, Kunstverein Kärnten (K)
- 2000 Schrift und Bild in Bewegung, mit Heribert Kuhn, Gasteig, München; Rathausgalerie, München (B)
- 1999 Aus dem King Kong Kunstkabinett, Rathausgalerie, München und Herzog August Bibliothek, Wolfenbüttel (K)
- 1997 Heim und Welt, Städtische Galerie im Cordonhaus, Cham
- 1996 Supervision → Intervision, Galerie Apex, Göttingen
- 1995 Galerie Schönberger, Landshut (K)
- 1995Lichtspiele, Künstlerwerkstatt Lothringerstraße, München
- 1995 Überarbeitete Menschen, Verein für Originalradierung, München (K)
- 1993 Figurenbilder, interimsgalerie, München (K)
- 1990 Screwball II, Künstlerhaus Moussonturm, Frankfurt
- 1989 Galerie Lutz Rohs, Düren (sowie 1992, 1995 u. 1999)
- 1987  Forscherkünstler auf der Reise durch die Realität, Gasteig, München (K)
- 1986 Die Maler, die einen Sonnenuntergang malen wollten, hatten sich verspätet, endart-Galerie, Berlin;          Apex-Galerie, Göttingen
- 1986 Wie ist das Rot der Hölle wirklich?, waschSalon, Frankfurt
- 1984 Bildzusammenhänge (Malexperiment und Ausstellung zusammen mit der Malgruppe WeibsBilder), Kunstfabrik Lothringerstraße, München

## Filmografie (Auswahl)
- 2013 19 Kurzfilme, DVD-Produktion, 45 min
- 2000 Stop and Go, 16 mm Farbe/Ton, 14 min
- 1994 Krieg und Frieden, 16 mm, Farbe/Ton, 9 min
- 1991 Getriebe, 16 mm, Farbe/Ton,  14 min
- 1990 Stadt am Fluß, 16 mm, Farbe/Ton, 7 min
- 1989 Drei Geschwindigkeiten, 16 mm, Farbe/Ton, 6 min
- 1989 Wer will denn als Korkenzieher weiterleben, 16 mm, Farbe/Ton, 5 min
- 1987 general view, 16 mm, Farbe/Ton, 7 min
- 1986 Die wandernde Stadt - souterrain, 16 mm, Farbe/Ton, 14 min
- 1984 Das Laboratorium, 16 mm Blow up, Farbe/Ton, 50 min
- 1981 Das Leben in den Sternen ist nicht gefährlicher, S. 8, Farbe/Ton, 15 min
- 1981 Ein Kunstwindhund, S. 8, Farbe/Ton, 12 min
- 1980 Abenteuer in der Südsee, S. 8, 50 min.; 16-mm-Blow up, Farbe/Ton, 30 min
- 1979 Ja, an dieser phantastischen Reise möchte ich auch teilnehmen, S. 8, Farbe/Ton, 22 min

Quelle:

## Sammlungen
Werke der Gruppe befinden sich in der Bayerischen Staatsgemäldesammlung (München), im
Kunstmuseum Walter (Augsburg), in der Niederreuther-Stiftung (München), in der Artothek der Stadt München, der Kunstsammlung der Stadt Pfarrkirchen und im Museum Synthese in Hallbergmoos.